# Obermarktpassage
De Obermarktpassage is een winkelgalerij in de stad Minden in de Duitse deelstaat Noordrijn-Westfalen. Het winkelcentrum dat werd geopend in 1985 en een oppervlakte heeft van circa 8.000 m², staat leeg en wordt herontwikkeld. De winkelgalerij maakt deel uit van een complex met kantoren, een theater, woningen en een parkeergarage.

## Ligging
De Obermarktpassage is gelegen in het zuidelijke winkelgebied in het centrum van Minden op een B1-locatie. Ten oosten van het centrum ligt het centrale busstation (ZOB). De westelijke ingang van de Obermarktpassage bevindt zich in het voetgangersgebied in de Obermarktstrasse.

## Geschiedenis
De bouw van de Obermarktpassage startte in 1983 en in het voorjaar van 1985 werd het winkelcentrum geopend. Opdrachtgever was de Secur-Gruppe uit Wiesbaden. Voor de bouw van het complex en van het nieuwe centrale busstation werden aan de oostzijde een aantal historische panden gesloopt, die in slechte staat verkeerden. Bij de opening telde de Obermarktpassage in totaal 40 winkels, vijf huisartsenpraktijken en meerdere kantoren. Boven de drie winkel- en kantoorverdiepingen bevond zich het stadstheater. Daarnaast telt het complex 69 appartementen. De stad Minden is eigenaar van het stadstheater, dat in 2012 werd gesloten.

## Eigendom
De winkelpassage was eigendom van de Secur-Gruppe, die in 2010 failliet ging. In 2013 nam de Amerikaanse investeerder Cerberus Capital Management van de curator. In de zomer van 2020 werd het centrum verkocht aan AIM Center GmbH uit Passau.

## Detailhandel
Op de eerste verdieping van het winkelcentrum was warenhuis Quelle gevestigd, dat het centrum in 2009 verliet. In hetzelfde jaar sloot ook supermarkt Real in de kelder de deuren. In september 2010 opende Kaufland een nieuwe supermarkt in het centrum. Destijds was dit de enige overgebleven kruidenier in het centrum van Minden. Het filiaal sloot op 30 september 2017, samen met vier andere winkels. In juni 2018 zijn de laatste winkeliers en snackbars op de onderste verdiepingen vertrokken, waarmee de gehele passage leeg kwam te staan. 

## Ondergrondse parkeergarage
De ondergrondse parkeergarage met 487 plaatsen werd geëxploiteerd door de Contipark Parkgaragengesellschaft. Het werd uitgebreid toen het aangrenzende centrale busstation werd gebouwd en er kwamen extra ruimtes onder het centrale busstation. In 2018 is de exploitant van de ondergrondse parkeergarage opgezegd en is de ondergrondse parkeergarage gesloten.

## Toekomstige ontwikkeling
AIM Center GmbH ontwikkelt momenteel een nieuw concept voor de verbouwing, renovatie en revitalisering van het complex. Het plan is om een bioscoop, bowlingbaan en hotel onder te brengen in het complex en het aantal vierkante meters winkelruimte terug te brengen. De eigendomsverhoudingen van het complex bemoeilijkten de ontwikkeling omdat het theater en de woningen andere eigenaren hebben. AIM probeert om het volledige complex in handen te krijgen.